# Formicosepsis brincki
Formicosepsis brincki är en tvåvingeart som beskrevs av Andersson 1976. Formicosepsis brincki ingår i släktet Formicosepsis och familjen Cypselosomatidae.
Artens utbredningsområde är Sri Lanka. Inga underarter finns listade i Catalogue of Life.